# Probithia lignaria
Probithia lignaria är en fjärilsart som beskrevs av Walker 1866. Probithia lignaria ingår i släktet Probithia och familjen mätare. Inga underarter finns listade i Catalogue of Life.